# João de Kent

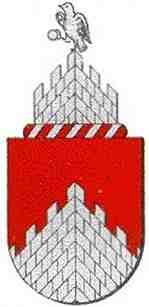
Brasão família Canto.

João de Kent (Kent, Inglaterra, 1327 -?) foi um nobre e cavaleiro inglês que veio em 1367 para o Reino de Portugal com Edward, o Príncipe de Gales, também conhecido como Black Prince ou 'Príncipe Negro', por causa de sua armadura desta cor, e que era seu cunhado, pois Edward era casado com Joan of Kent (1328 -?), com o objectivo de ajudar D. Pedro I de Castela "O Cruel" na luta contras os mouros. Era filho do Príncipe Edmund of Woodstock,3º Conde de Kent e da  Margaret Wake, 3ª Baronesa Wake of Liddell. Sendo neto do Rei Eduardo I de Inglaterra e da Rainha Margarida de Inglaterra, Princesa da França.
Em Portugal veio a fixar-se na cidade de Guimarães onde deu origem a uma das mais importantes linhagens portuguesas com origem medieval tendo sido o fundador da família Canto.
Os seus descendentes foram uma das famílias que povoaram a ilha Terceira, Açores, de onde se espalharam por outras ilhas do arquipélago. Desta família Pero Anes do Canto (ou Pedro Anes do Canto), filho de João Anes do Canto, que deteve a Provedoria das Armadas e Naus da Índia em todas as ilhas dos Açores e fidalgo da Casa Real D. João III de Portugal, a quem serviu no segundo cerco de Arzila que se encontrava cercada pelos exércitos do Rei de Fez.

## Relações familiares
Foi pai de:
1. D.Afonso Anes do Canto (1380 -?), pai de D.Vasco Afonso do Canto(Criado do Infante D. Pedro, duque de Coimbra) e avô de D.João Vaz do Canto(Criado do Infante D. Pedro, duque de Coimbra). Foi trisavô de D.Pero Anes do Canto, Fidalgo da Casa Real e Cavaleiro da Ordem de Cristo.
2. D.Maria Anes do Canto (c. 1380 -?) casada com D. João Fernandes de Sotomaior.